# Hendrik Wagner
Hendrik Wagner (* 15. August 1997 in Heidelberg) ist ein deutscher Handballspieler. Der 2,00 m große linke Rückraumspieler spielt seit 2024 für den deutschen Bundesligisten TBV Lemgo Lippe.

## Karriere

### Verein
Hendrik Wagner absolvierte sein Abitur 2016 an der Johann-Philipp-Bronner-Schule Wiesloch. Er spielte von 2010 bis 2015 bei der TSG 1885 Wiesloch. Als A-Jugendlicher wechselte der Rechtshänder zur HG Oftersheim/Schwetzingen, bei der er auch in der Oberliga Baden-Württemberg im Erwachsenenbereich auflief und so zur Meisterschaft beitrug. Nach nur einer Saison kehrte er nach Wiesloch zurück, wo er fortan in der Badenliga eingesetzt wurde. Bereits ein Jahr darauf nahm ihn der Drittligist SG Leutershausen unter Vertrag. In der Saison 2019/20 lief Wagner per Förderlizenz auch für den Erstligisten Die Eulen Ludwigshafen auf, für den er am 3. September 2019 beim THW Kiel sein Bundesliga-Debüt gab und fünf Tore erzielte. Dank einer Ausstiegsklausel in seinem Vertrag wechselte er zur Saison 2020/21 fest nach Ludwigshafen. Am Saisonende musste er trotz seiner 182 Saisontreffer mit den Eulen in die 2. Bundesliga absteigen. Zur Saison 2022/23 unterschrieb er beim Bundesligisten HSG Wetzlar. Seit dem Sommer 2024 steht er beim Ligakonkurrenten TBV Lemgo unter Vertrag.

### Nationalmannschaft
In der deutschen A-Nationalmannschaft debütierte Hendrik Wagner als Zweitligaspieler am 5. November 2021 beim 30:28-Testspielsieg gegen Portugal in Luxemburg. Bisher bestritt er drei Länderspiele, in denen er sechs Tore erzielte. Er wurde für die Europameisterschaft 2022 vor dem zweiten Vorrundenspiel nach dem Ausfall von Julius Kühn nachnominiert. Bei seiner Ankunft wurde auch Wagner positiv auf COVID-19 getestet und musste in Isolation. Im Anschluss kam er nur zu einem Kurzeinsatz gegen Schweden und belegte am Ende mit Deutschland den 7. Platz von 24 Mannschaften.